# Avdija Vršajević
Avdija Vršajević (Tešanj, 6. ožujka 1986.) bivši je bosanskohercegovački nogometaš i reprezentativac. 

## Karijera
Karijeru je započeo u TOŠK-u iz rodnoga Tešnja za koji nastupa do 2004. godine kada prelazi u sarajevski Željezničar. Nakon Željezničara igra za zenički Čelik iz kojeg 2007. odlazi u Spartu iz Praga. Za Spartu nije nastupao u prvenstvenim utakmicama. Iz Sparte odlazi na dvije posudbe, prvo, u Kladno, a zatim u Tatran Prešov. Nakon isteka posudbe napušta Spartu i odlazi u Tatran. U Tatranu je zaigrao u 60 prvenstvenih utakmica i pritom postigao tri zgoditka. Prije početka sezone 2011./12. vraća se u Čelik za koji je nastupio u 21 prvenstvenoj utakmici. U ljeto 2012. godine priključuje se Hajduku. Za Hajduk je debitirao u prvom prvenstvenom kolu protiv Istre, u Puli (0:0), dok je prvi zgoditak postigao u gradskom derbiju, za pobjedu Hajduka od 0:1. Nakon sporazumnog raskida ugovora s Hajdukom u ljeto 2015. godine postaje igrač Osmanlıspora.

## Reprezentacija
Za reprezentaciju BiH debitirao je 7. rujna 2012. u kvalifikacijskoj utakmici s Lihtenštajnom. Dana 25. lipnja 2014. postigao je treći pogodak u pobjedi BiH nad Iranom 3:1 u trećem kolu natjecanja po skupinama svjetskog prvenstva u Brazilu.
Nakon skoro dvije godine izbivanja iz reprezentaciju, zbog sjajnih igara u Osmanlısporu, u ožujku 2017. dobiva poziv izbornika Mehmeda Baždarevića. Svoj povratak je okrunio golom i asistencijom u visokoj 5:0 pobjedi protiv Gibraltara, u kvalifikacijskoj utakmici za odlazak na SP 2018.

### Pogodci za reprezentaciju
| #  | Datum            | Mjesto                                            | Protivnik | Pogodak | Rezultat | Natjecanje                |
| -- | ---------------- | ------------------------------------------------- | --------- | ------- | -------- | ------------------------- |
| 1. | 25. lipnja 2014. | Arena Fonte Nova, Salvador, Brazil                | Iran      | 3:1     | 3:1      | SP 2014.                  |
| 2. | 25. ožujka 2017. | Stadion Bilino polje, Zenica, Bosna i Hercegovina | Gibraltar | 3:0     | 5:0      | Kvalifikacije za SP 2018. |

## Statistike
Statistika u Hajduku
| Natjecanje        | Nastupi | Zgoditci |
| ----------------- | ------- | -------- |
| Prvenstvo         | 74      | 4        |
| Kup               | 12      | 1        |
| Superkup          | 1       | 0        |
| Međunarodne       | 10      | 0        |
| Splitski podsavez | 0       | 0        |
| Ukupno            | 97      | 5        |
| Prijateljske      | 23      | 0        |
| Sveukupno         | 120     | 5        |

## Vanjske poveznice
- Profil na transfermarkt.co.uk
- Profil na int.soccerway.com